# Санный спорт на зимних Олимпийских играх 2010 — квалификация
Квалификация по санному спорту на зимних Олимпийских играх 2010 выявила, сколько спортсменов и из каких стран смогут участвовать на соревнованиях.
Всего отбиралось 110 спортсменов: 80 мужчин и 30 женщин. Каждый НОК мог выставить не более трёх спортсменов в индивидуальных соревнованиях и не более двух в парных.

## Квота по дисциплинам
| Дисциплина         | Количество спортсменов |
| ------------------ | ---------------------- |
| Одиночки (мужчины) | 40                     |
| Одиночки (женщины) | 30                     |
| Пары (мужчины)     | 20 пар                 |

## Критерии спортсменов
Спортсмены квалифицировались согласно сумме результатов кубка мира 2008-2009 и первой половины (до 31 декабря 2009 года) кубка мира 2009-2010. Чтобы войти в этот список, спортсмены должны были участвовать хотя бы в пяти этапах кубка мира, кубка наций, кубка мира среди юниоров или занять на одном из этапов кубка мира или кубка мира среди юниоров как минимум следующие места:
- Мужчины-одиночки — 30 место;
- Женщины-одиночки — 20 место;
- Мужчины-пары — 16 место.

## Принимающая страна
Принимающей стране (Канаде) было гарантировано как минимум по одному месту в каждой дисциплине, если её спортсмены удовлетворяли одному из критериев.

## Распределение неиспользованных мест
Если одно из мест освобождалось, то оно передавалось стране, которая ещё не была представлена в данной дисциплине, а не той, которая была вынуждена от него отказаться.